# Erding
Erding er en gammel bayersk hertugby, der ligger 36 kilometer nordøst for Münchens østlige bygrænse og 36 kilometer sydvest for Landshut . Erding er administrationsby (Kreisstadt) i Landkreis Erding i Regierungsbezirk Oberbayern.

## Geografi
Hertugbyen har cirka 34.200 indbyggere. Der er tre bydele: Erding, Altenerding og Langengeisling. Altenerding og Langengeisling var tidligere selvstændige og er ældre end Erding. Erding ligger ved floden Sempt, der er en lille biflod til Isar.
I Erdinger Moos ligger den internationale Flughafen München Franz Josef Strauß, cirka 14 km nordvest for Erding.